# Bahnhof Pirmasens Nord

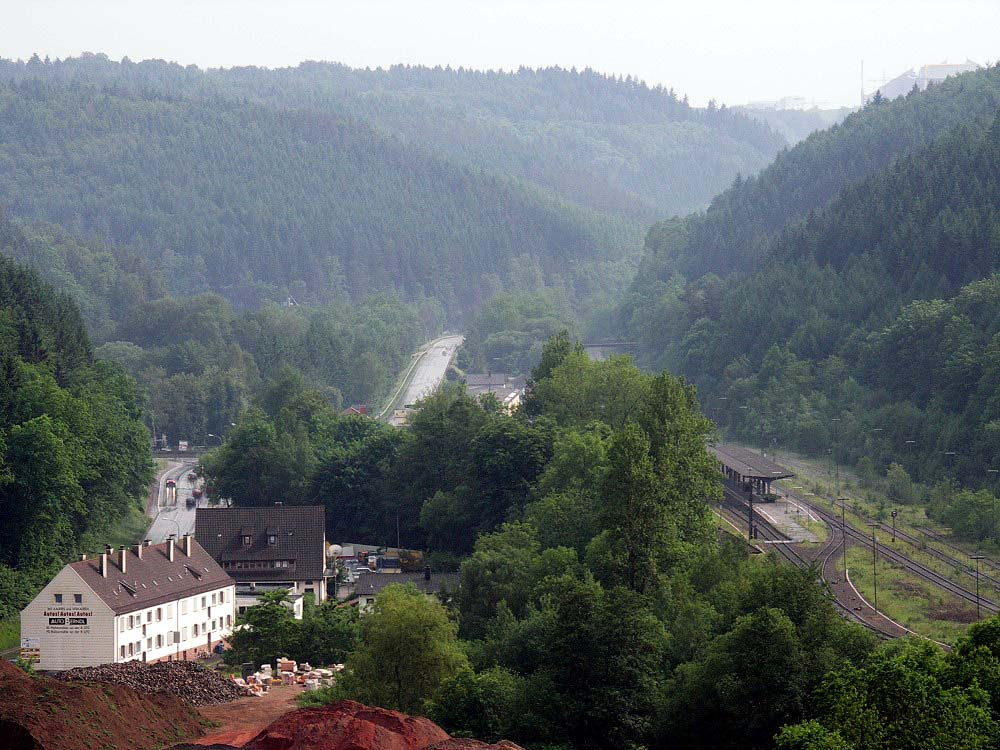
Pirmasens Nord (rechts) aus der Vogelperspektive, links der Weiler Biebermühle

Der Bahnhof Pirmasens Nord – bis 1938: Biebermühle – ist ein 1875 eröffneter Kreuzungsbahnhof, der sich rund sieben Kilometer nördlich der rheinland-pfälzischen Mittelstadt Pirmasens befindet. Er verfügt über vier Bahnsteiggleise. Der Bahnhof liegt im Verbundgebiet des Verkehrsverbundes Rhein-Neckar (VRN) und gehört zu den Tarifzonen 721 und 731. Die Anschrift des Bahnhofs lautet Biebermühler Straße, 66987 Thaleischweiler-Fröschen.
Er wurde am 25. November 1875 mit der vollständigen Inbetriebnahme der Magistrale Landau–Zweibrücken als Abzweigbahnhof für die Stichstrecke nach Pirmasens eröffnet. Letztere erfuhr schrittweise in den Jahren 1904 und 1913 eine Erweiterung nach Kaiserslautern. 1938 erhielt er angesichts seiner Bedeutung für die Stadt Pirmasens seinen heutigen Namen. Er ist bis heute der wichtigste Bahnhof innerhalb des Landkreises Südwestpfalz, obwohl er in der Vergangenheit hauptsächlich als Umsteigestation diente. In der Umgangssprache blieb bis heute der ursprüngliche Bahnhofsname Biebermühle erhalten.

## Lage
Trotz seines Namens befand sich der Bahnhof zu keinem Zeitpunkt auf der Gemarkung der Stadt Pirmasens. Der größte Teil seiner Gleise liegt auf der Gemarkung von Thaleischweiler-Fröschen, zwei kleinere Teile gehören zu Donsieders und Rodalben. Unmittelbar östlich von ihm erstreckt sich der zu Donsieders gehörende Weiler Biebermühle, der bis 1938 als Namensgeber des Bahnhofs fungierte.

## Geschichte

### Entstehung
Erste Bestrebungen, eine Bahnverbindung im Bereich der Biebermühle zu schaffen, gehen bis in die 1860er Jahre zurück. Ein erster Entwurf für eine Strecke von Kaiserslautern nach Pirmasens aus dem Jahr 1864 sah eine Streckenführung über die Vogelweh, Hohenecken, Schopp, die Biebermühle und Rodalben vor.
1866 folgte ein weiterer Entwurf, der weitestgehend dem heutigen Streckenverlauf entsprach. Bayern, in dessen Rheinkreis sich die geplante Verbindung befunden hatte, erteilte einer zeitgleich geplanten Strecke von Landau nach Zweibrücken jedoch Vorrang, da diese als Transitstrecke für Kohle aus der Saarregion fungieren solle. Eine geplante Verbindung zwischen Kaiserslautern und Pirmasens hielt das Handelsministeriums aufgrund der Topographie und der dünnen Besiedlung nicht für sinnvoll.
Im Zuge der geplanten Ost-West-Magistrale erhoffte sich die Stadt Pirmasens einen Anschluss an das Eisenbahnnetz. Die Anbindung der Stadt erwies sich dabei jedoch problematisch, da aufgrund der schwierigen Topografie des Pfälzerwaldes die Baukosten mehr als 13 Millionen betragen würden. Ein vom entsprechenden Komitee engagierter Ingenieur aus Reichenhall legte deshalb nahe, die Strecke nicht über die Schuhstadt zu führen. Stattdessen sollte die Bahn entlang der Rodalb und des Schwarzbaches verlaufen und entweder von Rodalben oder der Biebermühle aus eine Stichstrecke errichtet werden.
Dennoch war die von der bayerischen Regierung favorisierte Variante mit der Stichstrecke innerhalb der Stadt umstritten. Zwei Vorschläge einer Direktanbindung erwiesen sich als schwierig, da bei einem bereits vorzeitig verworfenem die Stadt hätte aufwendig untertunnelt werden müssen und bei einer anderen der Bahnhof weit außerhalb bei Niedersimten entstanden wäre. Die Mehrheit des Stadtrates votierte schließlich mit 24:14 Stimmen für den Regierungsentwurf. Die Stichbahn sollte am Weiler Biebermühle, an dem eigens ein Abzweigbahnhof entstehen sollte, von der geplanten Hauptbahn abzweigen und hauptsächlich entlang des Steinbaches verlaufen, um danach in einem Tunnel die Wasserscheide zum Blümelsbach zu überwinden.

### Eröffnung und erste Jahrzehnte

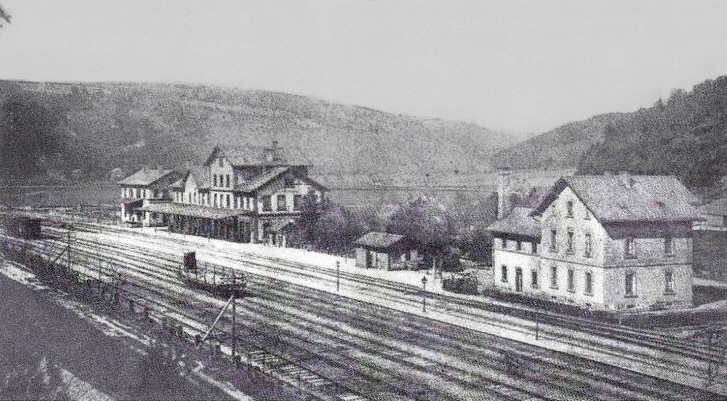
Bahnhof Pirmasens Nord (damals Biebermühle) um 1900

Der Bahnhof wurde am 25. November 1875 mit der Inbetriebnahme des Streckenabschnitts Annweiler-Zweibrücken eröffnet. Gleichzeitig ging die Stichstrecke nach Pirmasens in Betrieb, womit der Bahnhof Biebermühle ein Anschlussbahnhof war. Erbauerin waren die Pfälzische Ludwigsbahn-Gesellschaft, die seit 1870 Teil der Pfälzischen Eisenbahnen waren. Ab 1887 war die Magistrale zweigleisig befahrbar.

Ansicht des Bahnhofs in Insellage um 1910 mit Stichstrecke nach Waldfischbach

Die Bestrebungen, eine Durchbindung der Pirmasenser Strecke bis nach Kaiserslautern zu forcieren, kamen jedoch nicht zum Erliegen. 1872 erhielten die Pfälzischen Eisenbahnen eine Anfrage der Stadt Kaiserslautern, die auf die geplante Verlängerung der Stichbahn in Richtung Norden bis zur Barbarossastadt bezog. Deren Direktor Albert von Jäger entgegnete, dass die Organisation so viele Projekte zu bewältigen habe, dass die Strecke nicht realisiert werden könne. Eine weitere – ebenfalls erfolglose Anfrage – stammt aus dem Jahr 1887.
1902 folgte die Konzessionsurkunde des Abschnitts Biebermühle–Waldfischbach. Nach rund einjähriger Bauzeit wurde der entsprechende 5,13 Kilometer lange Abschnitt am 1. Juni 1904 in Betrieb genommen; das Bahnhofsgebäude geriet dadurch in eine Insellage. 1913 wurde am 1. August der Lückenschluss Waldfischbach–Kaiserslautern vollzogen. Bereits zum 1. Januar 1909 war der Bahnhof in das Eigentum der Königlich Bayerischen Staats-Eisenbahnen übergegangen. Nach einer Betriebsführung durch Frankreich als Regiebehörde als Folge des Ersten Weltkrieges, wurde der Bahnhof ab 1922 von der Deutschen Reichsbahn betrieben. In diesem Zusammenhang erfolgte die Eingliederung des Bahnhofs in die neu gegründete Reichsbahndirektion Ludwigshafen.

### Drittes Reich (1933–1945)
Im Zuge der Auflösung der Ludwigshafener Direktion wechselte der Bahnhof 1936 in den Zuständigkeitsbereich der Direktion Saarbrücken. Die Nationalsozialisten ließen den Bahnhof als Vorbereitung auf den Westfeldzug in der zweiten Hälfte der 1930er Jahre grundlegend umbauen. Derjenige Teil, der der Personenbeförderung diente, umfasste fortan insgesamt fünf Gleise. Ebenso erhielt er Hochbahnsteige, eine Unterführung und vier Stellwerke. Zehn weitere Gleise dienten dem Güterverkehr. Das bisherige Bahnhofsgebäude wurde durch ein neues ersetzt. Zum 1. Juli 1938 erhielt er außerdem den neuen Namen „Pirmasens Nord“, womit seiner Bedeutung für die Schuhstadt Rechnung getragen wurde, obwohl er sich zu keinem Zeitpunkt auf deren Gemarkung befand.
Parallel dazu wurde auch die Leistungsfähigkeit der Strecke zum Pirmasenser Hauptbahnhof durch den Bau eines zweiten Gleises gesteigert. Das neue Gleis erhielt eine gesonderte Trasse oberhalb des bestehenden Gleises mit einem weniger steilen Anstieg nach Pirmasens. 1939 folgte die Inbetriebnahme; die Baukosten beliefen sich dabei auf 5,6 Millionen Reichsmark. Darüber hinaus entstand nördlich des Bahnhofs eine Verbindungskurve zwischen Biebermühlbahn und Schwarzbachbahn, die im Zweiten Weltkrieg direkte Zugläufe der Relation Zweibrücken–Kaiserslautern über die Biebermühlbahn ermöglichen sollte. (Diese Verbindungskurve war allerdings schon im Gleisplan von 1916 vorgesehen, siehe Weblink zum Bayerischen Hauptstaatsarchiv).
Im Kriegsverlauf diente der Bahnhof auch als Sammellager für Zwangsarbeiter, die in einer nahen Baracke untergebracht waren. Neben der Bahnmeisterei befand sich das Durchgangslager Pirmasens zur Einschleusung für Gefangene aus Osteuropa.

### Nachkriegszeit und Deutsche Bundesbahn (1945–1993)
Das Talgleis des Abschnitts Pirmasens Nord–Pirmasens Hauptbahnhof war als Folge der Kampfhandlungen nach Kriegsende an vier Stellen unterbrochen, was jedoch rasch behoben werden konnte. Ein Jahr später war auch wieder Verkehr nach Kaiserslautern möglich. Im Zuge von Reparationsleistungen wurde jedoch zur selben Zeit das zweite Gleis zwischen Landau und Bierbach demontiert.
Nach dem Ende des Zweiten Weltkrieges war das Talgleis des südlichen Abschnitts Pirmasens Nord–Pirmasens Hauptbahnhof unterbrochen. Bereits am 1. April 1947 gelangte Pirmasens Hbf zur Eisenbahndirektion (ED) Mainz, da das Saarland von Deutschland abgetrennt wurde. 1955 wurde das Berggleis im südlichen Streckenabschnitt reaktiviert, dessen Aufbau sich über längere Zeit hinausgezögert hatte.
Im Zuge der Auflösung der Mainzer Direktion gelangte der Bahnhof am 1. Mai 1972 bis zur Gründung der Deutschen Bahn AG im Jahr 1994 zur Bundesbahndirektion (BD) Saarbrücken.
In diesem Bahnhof hielten nicht nur Personenzüge, sondern auch Schnellzüge der Relation Saarbrücken – Zweibrücken – Landau – Karlsruhe. In den 1970er und 1980er Jahren war es der Schnellzug Saarbrücken – München, dem eine besondere Bedeutung zukam. Mit dem Sommer-Fahrplanwechsel im Mai 1989 verkehrte nur noch eine RegionalSchnellBahn (RSB) Saarbrücken – Pirmasens Nord – Landau – Karlsruhe, die mit den neuen Dieselzügen der Baureihe 628.2 gefahren wurden.

### Deutsche Bahn (seit 1994)
Mit dem Fahrplanwechsel im Sommer 1994 wurden die überregionalen Zugverbindungen aufgegeben und die heute noch gefahrene Linienstruktur mit Regionalbahnen eingeführt. Die Magistrale Landau–Saarbrücken wurde in diesem Zusammenhang in zwei Kursbuchstrecken aufgeteilt. Durchgehende Züge entfielen damit weitestgehend, so dass für Reisen in Ost-West-Richtung seither in Pirmasens Nord ein Umstieg erforderlich ist.
Heute dient der Bahnhof als Knotenpunkt zwischen den Bahnstrecken von Saarbrücken nach Landau (Pfalz) sowie zwischen Pirmasens und Kaiserslautern.
Im Jahr 2000 wurde der Bahnhof außerdem wie die gesamte Westpfalz zunächst Teil des Westpfalz-Verkehrsverbundes (WVV), ehe dieser sechs Jahre später im Verkehrsverbund Rhein-Neckar (VRN) aufging.
Vom 29. bis 31. Oktober 2012 hielt der Zug der Erinnerung auf Gleis 1 im Bahnhof, um an die Deportationen im Dritten Reich zu erinnern. Ursprünglich war geplant, ihn im Pirmasenser Hauptbahnhof aufzustellen, aufgrund dortigen Platzmangels musste er nach Pirmasens Nord ausweichen.
Im Zuge der Errichtung des elektronischen Stellwerks „Südliche Pfalz“ wurde 2016 und 2017 die Signal- und Weichentechnik des Bahnhofs modernisiert. Die Formsignale wurden durch moderne Lichtsignale ersetzt, die Weichen erhielten elektrische Antriebe. Die Inbetriebnahme war im Herbst 2017.
Eine Modernisierung der Bahnsteige war für 2023/2024 vorgesehen. Die Bauarbeiten begannen am 5. Februar 2024.
Für den Einsatz von Akkumulatortriebwagen im Pfalznetz ab Dezember 2026 wird eine Oberleitungsinselanlage über vier Bahnsteiggleise mit einer Gesamtlänge von rund 2900 Metern errichtet. Außerdem wird die Strecke Richtung Pirmasens auf einer Länge von 3200 Metern teilelektrifiziert.

## Bauwerke

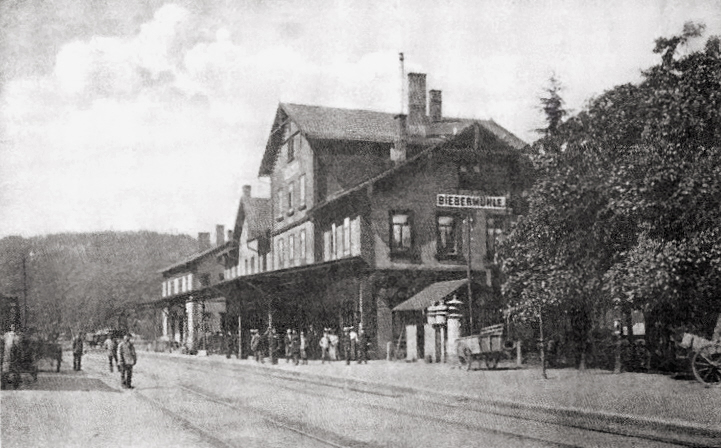
Ursprüngliches Empfangsgebäude im Jahr 1912

### Ursprüngliches Empfangsgebäude
Das ursprüngliche Empfangsgebäude war ein klassizistisches Bauwerk und glich demjenigen des Bahnhofs Annweiler am Trifels. Es befand sich zwischen den heutigen Gleisen 2 und 3. Der Baustil entsprach den meisten seiner Pendants zwischen Landau und Zweibrücken. Der Mittelbau war giebelständig zu den Gleisen ausgelegt und besaß drei Stockwerke sowie drei Fensterachsen.
Die beiden nebenstehenden Gebäudeteile beherbergten zwei Stöcke und hatten vier Fensterachsen entlang der Giebel. Der nördliche Flügel verfügte ebenfalls über einen Giebel zur Gleisseite hin, während der restliche Teil der beiden Seitenflügel traufständig ausgelegt war. Um 1900 wurde ein Bahnsteigdach an den Gebäudekomplex angefügt. Ab 1904 befand sich das Gebäude durch die Eröffnung des Streckenabschnitts Biebermühle–Waldfischbach in einer Insellage.

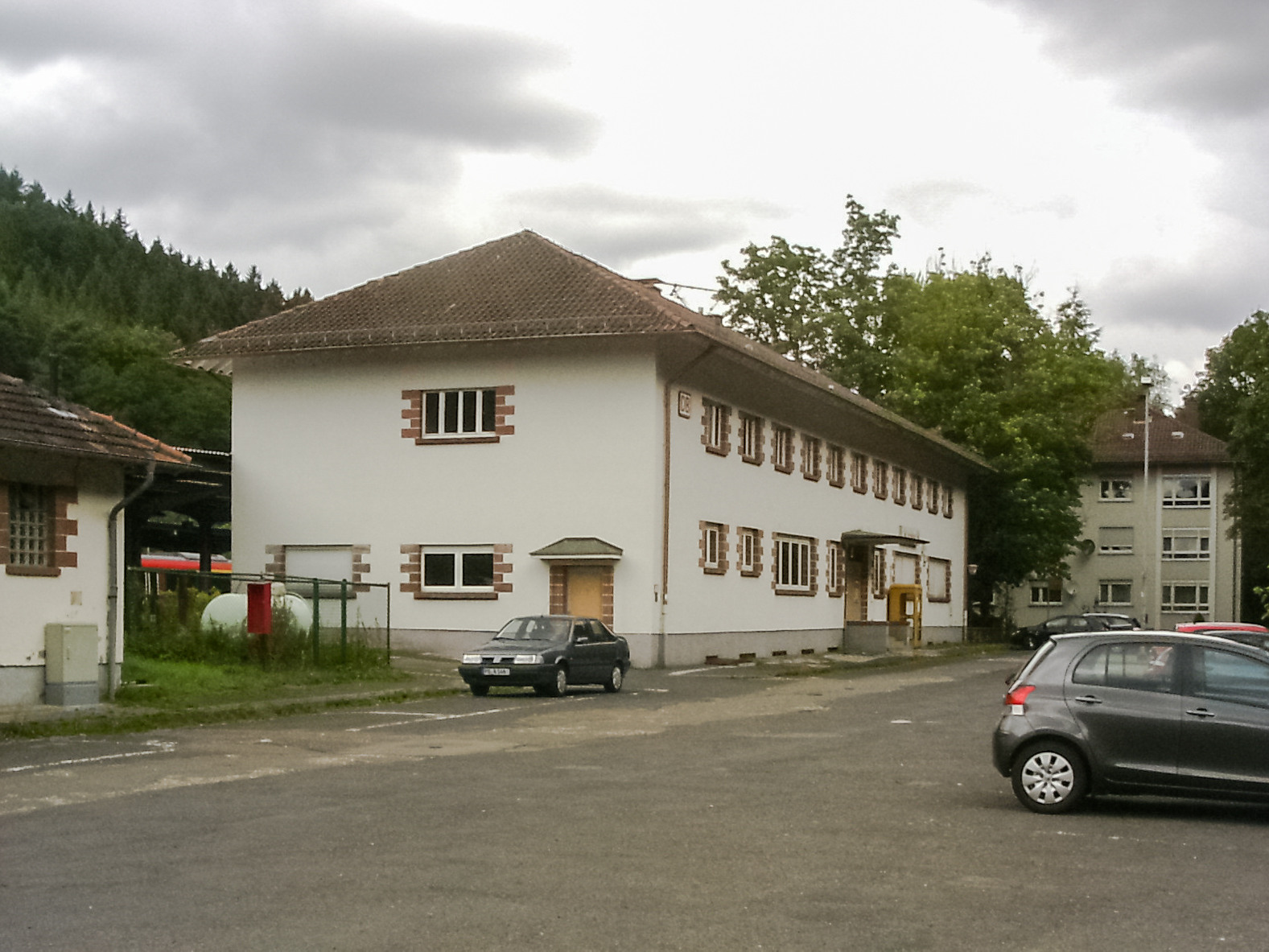
Heutiges Empfangsgebäude

### Heutiges Empfangsgebäude
1934 begannen in der Ludwigshafener Reichsbahndirektion die Pläne, den damaligen Bahnhof Biebermühle neu zu errichten. Ein Jahr später wurde der Beschluss gefasst, die Betriebsstelle in „Pirmasens Nord“ umzubenennen, was 1938 schließlich in die Tat umgesetzt wurde. Mit Ausnahme des Unterbaus des ursprünglichen Stellwerks wurden alle Betriebsgebäude am Bahnhof abgerissen.
Das heutige Bahnhofsgebäude wurde ab 1934 errichtet und befindet sich östlich der Gleise. Es handelt sich um einen Putzbau. Das langgestreckte Bauwerk hat eine kubische Form und verfügt über ein Walmdach sowie einen in grau gehaltenen Putzsockel. An seiner Längsseite sind im Oberstock insgesamt elf Fensterachsen angebracht. Von der Architektur her ist es typisch für Bauten des Nationalsozialismus.
Das Bahnhofsgebäude verfügte zeitweise über eine Gaststätte sowie eine Schalterhalle und Toiletten. Inzwischen ist es außer Betrieb genommen worden. Heute sind Ein- und Ausgang mit Sperrholzplatten versehen.

### Sonstige Bauten
Unter dem Bahnhof befindet sich eine alte Bunkeranlage, die größtenteils zugemauert ist. Der Bunker ist nicht öffentlich zugänglich. Lok- und Güterschuppen sind jeweils noch vorhanden, jedoch inzwischen ohne Bedeutung für den Bahnbetrieb. Seit den 1930er Jahren verfügte der Bahnhof außerdem über insgesamt vier Stellwerke, von denen noch drei vorhanden sind.

### Anlagen
Außer dem Hausbahnsteig gibt es noch zwei überdachte Mittelbahnsteige. Am Bahnsteig mit den Gleisen 4 und 5 ist nur noch das Gleis 4 angeschlossen. Im Regelbetrieb werden nur die Gleise 2 und 3 benutzt.
Nördlich des Personenbahnhofes gab es westlich der Strecke nach Zweibrücken umfangreiche Gleisanlagen für den Güterverkehr. Diese sind heute entfernt.

## Verkehr

### Personenverkehr

#### Fernverkehr
Ab 1890 verkehrten Fernzüge von München nach Saarbrücken. Auch in den Folgejahrzehnten fungierte er stets als Fernverkehrshalt. Noch in den 1980er Jahren existieren Schnell- und Eilzüge, teilweise als Kurswagen-Verbindung, von und nach Basel, Dortmund, Frankfurt, München, Stuttgart und Würzburg.

#### Nahverkehr
Bis 2002 verkehrte ein Regionalexpress RE 4, der auf seinem Weg von Pirmasens Hauptbahnhof über Kaiserslautern Hauptbahnhof nach Bingen am Rhein den Bahnhof passierte. Der Zug wurde über die Alsenztalbahn durchgebunden. Seither enden die Züge jedoch in Kaiserslautern, und es muss in Richtung Bad Kreuznach und Bingen am Rhein umgestiegen werden.
Am Bahnhof Pirmasens Nord halten folgende Linien:

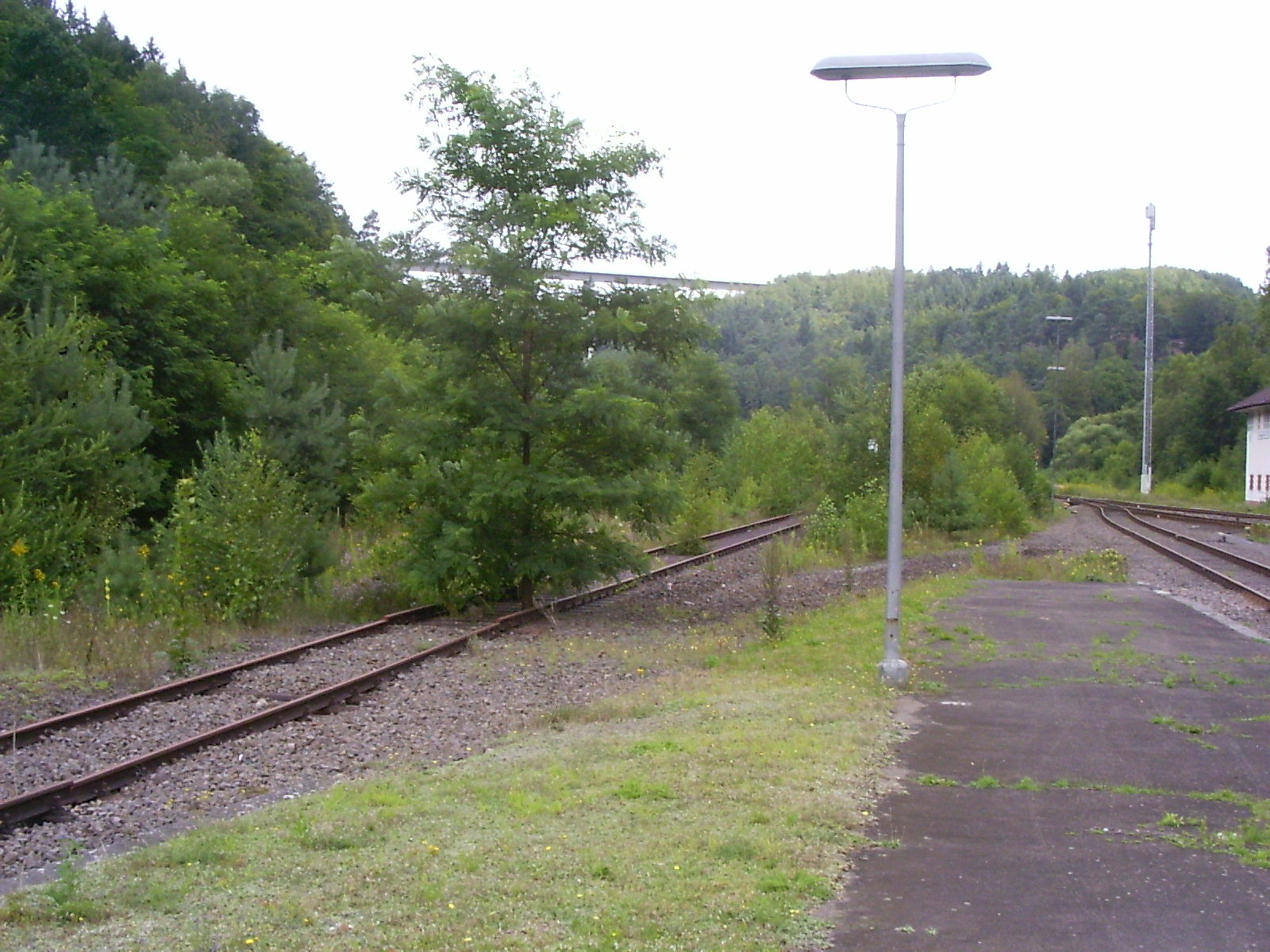
Unbenutztes und überwuchertes Gleis 5 im Bahnhof

| Linie                    | Zuglauf                                             | Taktfrequenz |
| ------------------------ | --------------------------------------------------- | ------------ |
| RB 55                    | Pirmasens – Landau (Pfalz)                          | 60 min       |
| RB 64                    | Pirmasens – Waldfischbach – Kaiserslautern          | 60 min       |
| RB 68                    | Pirmasens – Zweibrücken – St. Ingbert – Saarbrücken | 60 min       |
| Stand: 10. Dezember 2023 |                                                     |              |

### Güterverkehr
Nach dem Krieg folgte die Bedienung in Form von Nahgüterzügen vom Rangierbahnhof Einsiedlerhof aus. 1996 kam der Güterverkehr zwischen Pirmasens Nord und Hinterweidenthal zum Erliegen. Am 30. Juni 2002 wurde letztmals ein Güterzug von Pirmasens Nord nach Thaleischweiler-Fröschen gefahren. In den Folgejahren beschränkte sich der Gütertransport vor Ort auf die Entladung von Panzern, die auf die Husterhöh-Kaserne gebracht wurden. Inzwischen ist der Güterverkehr im Bahnhof komplett zum Erliegen gekommen. Im November 2005 folge deshalb die Demontage der Gütergleise sowie des Gleises 6 samt seinen Signalen.

## Unfälle
Am 14. April 2005 entgleiste vormittags im westlichen Bahnhofsbereich ein Regionalzug Saarbrücken–Pirmasens. Personenschäden blieben dabei aus, der Zugverkehr in Richtung Westen war durch das Vorkommnis dreieinhalb Stunden unterbrochen.